# Communautés hassidiques du Québec
Le Québec compte au moins six communautés juives hassidiques : Belz, Satmar, Loubavitch, Skver situées à Montréal et Tosh située à Boisbriand. Elles regroupent environ 15 000 personnes rien qu'à Montréal.

## Histoire
Les premiers juifs hassidiques sont arrivés à Montréal dans les années 1880 en provenance d'Europe orientale après les pogroms ayant eu lieu en Russie après l’assassinat du tsar Alexandre II.

## Conditions d'exercice du culte
Lors de la pandémie de Covid-19, les représentants des communautés hassidiques déplorent les décisions gouvernementales de fermeture ou de limitation d'accès aux lieux de culte,.

## Liste des communautés hassidiques du Québec
| Nom de la communauté    | Ville      | Population (2011) |
| ----------------------- | ---------- | ----------------- |
| Belz                    | Montréal   | N/A               |
| Satmar                  | Montréal   | N/A               |
| Loubavitch              | Montréal   | N/A               |
| Skver                   | Montréal   | N/A               |
| Kiryas Tosh (קִרְיַת טאהש) | Boisbriand | 3000              |